# Парламентские выборы в Суринаме (2025)
Парламентские выборы в Суринаме прошли 25 мая 2025 года. На них победила Национальная Демократическая партия.
В выборах участвовали 14 партий.

## Избирательная система
Национальная ассамблея Суринама состоит из 51 депутата, избираемых по пропорциональной избирательной системе. Предыдущие парламентские выборы проводились с использованием десяти многомандатных избирательных округов, но после решения Конституционного суда в 2022 году, который признал это неконституционным, избирательные округа были упразднены, и все 51 место теперь избираются по единому общенациональному округу. Национальная ассамблея избирает президента Суринама.

## Результат
Результаты показали, что ни одна партия не получила большинства в Национальной ассамблее: Национальная демократическая партия получила 18 мест, за ней следует Прогрессивная реформистская партия с 17 местами. Остальные 16 мест получили более мелкие партии. Явка избирателей оценивалась не менее чем в 58 %.
27 мая Национальная демократическая партия объявила о формировании коалиционного соглашения из 34 депутатов с партией «Братство и единство в политике», Партией всеобщего освобождения и развития, Национальной партией Суринама и Пертджаджахом Лухуром.